# Війна ззовні і всередині (Дискавері)

## Про епізод
Війна ззовні і всередині — чотирнадцятий епізод американського телевізійного серіалу «Зоряний шлях: Дискавері», який відбувається приблизно за десять років до подій оригінального серіалу «Зоряний шлях» та показує війну між Федерацією й клінгонами. Епізод був написаний Ханель Кулпеппер а режисувала Джордон Надіно. Перший показ відбувся4 лютого 2018 року.

## Зміст
Після стрибка на борт «Дискавері» імператорка Джорджі конфліктує із Сару й опиняється ізольованою в одній з гостьових кают. Сару приймає рішення — інформація про перебування на борту корабля імператорки є засекреченою. Сару ведк Майкл в медичний відсік до Тайлера сподіваючись, що знайоме обличчя допоможе Ешу швидше відновитися. Тайлер знову є самим собою, проте все ще має доступ до спогадів Вока. Майкл не може пересилити себе й побачити Тайлер. Тайлер збирається співпрацювати — щоб спокутувати вчинене Воком. Сару надає Тайлеру обмежений доступ до примішень «Дискавері».
Наближається судно з позивними Федерації; з нього здійснюється вхідна телепортація. На борт «Дискавері» переміщуються адмірал Корнуелл і Сарек під охороною представників різних рас. Корнуелл здійснює перевизначення комп'ютера «Дискавері». Сарек зливається з розумом Сару і підтверджує істинність повернення «Дискавері».
Сару пояснює адміралці — 9 місяців тому вона бачила уламки імперського корабля — а не «Дискавері». Адміралка висвітлює як клінгони атаками смертників знищили третину Зоряного флоту і випалювали атмосферу планет. Сарек і адміралка пояснюють, що після загибелі Кола клінгонські клани розділені і змагаються один з одним, хто зможе знищити більше активів Федерації. За межами Землі єдиним притулком залишається «Зоряна база 1». Корнуелл бере командування кораблем і наказує взяти курс на станцію.
Коли Тайлер заходить до їдальні всі замовкають; Тіллі бере свою страву й пересідає до нього. Потім підсідає Детмер; вони намагаються допомогти Ешу морально.
«Зоряна база 1» виявляється захопленою клінгонами — замість 80000 членів Зоряного флоту там 274 клінгони. «Дискавері» на максимальному варпі покидає зону «Зоряної бази 1». У розмові з адміралкою Л'Релл каже: «Завоюйте нас — або ми не зупинимося». Залишки Зоряного флоту відступають до Землі. Джорджі пояснює Бернем, що перемогла «дзеркальних» клінгонів раптовим масованим ударом по їх світу Кроносу. Адміралка погоджується повторити цю дію, щоб змусити клінгонів відступити. «Дискавері» має стрибнути у печеру на Кроносі.
Щоб поповнити запаси спор, Стамец тераформує незаселений супутник необхідними рослинами. Джорджі говорить Сареку, що у неї є додаткова інформація як перемогти клінгонів — в обмін просить свободу. Майкл наважується відвідати Тайлера. Корнуелл оголошує, що капітанка Філіппа жива і віддає колишньому імператорові командування «Дискавері» розуміючи, що імперська жорстокість необхідна для перемоги над ворогом.

## Сприйняття та відгуки
Станом на березень 2021 року на сайті «IMDb» серія отримала 7.3 бала підтримки з можливих 10 при 3194 голосах користувачів. На «Rotten Tomatoes» 76 % схвалення при відгуках 17 експертів. Резюме виглядає так: "Хоча деякі глядачі можуть сприймати проблеми з діалоговим вікном та темпом руху, передостанній епізод першого сезону оживлений несподіваними дугами символів».
Оглядач «IGN» Скотт Коллура зазначав: «Для типово шаленого „Дискавері“ освіжає трохи сповільнитись для змін і вивчити, що трапилося з кількома його персонажами за останні 14 епізодів, в пляшковій серії, яке насправді взагалі не є такою. Виділяючи ці моменти персонажів великими показниками, „Війна ззовні і всередині“ — це поєднання найкращого з обох світів для „Зоряного шляху: Відкриття“.»
В огляді Кейті Берт для «Den of Geek» зазначено: «Пристебнись, дискотека починається. Залишився лише один епізод і вторгся клінгонський рідний світ, речі ось-ось стануть нерівними, але, треба сказати, нарешті я починаю насолоджуватися подорожжю. Все, що потрібно було, — щоб шоу трохи пригальмувало, визначилось із цими персонажами та дало нам кілька тем, гідних цієї франшизи.»
Деррен Френіч в огляді для «Entertainment Weekly» критично зазначав: «У своєму першому сезоні Star Trek: Discovery зробив власну винахідницьку картку. Парадигми змінювались неодноразово, і часто з великим ефектом. Але у „Війні ззовніи і всередині“, передостанньому епізоді дебютного сезону, остання зміна розповіді серіалу не мала такого ж драматичного удару».

## Знімались
- Сонеква Мартін-Грін — Майкл Бернем
- Даг Джонс — Сару
- Шазад Латіф — Еш Тайлер
- Ентоні Репп — Пол Стамец
- Мері Вайзман — Сільвія Тіллі
- Джейсон Айзекс — Габріель Лорка
- Мішель Єо — імператорка Джорджі
- Джейн Брук — адміралка Корнуелл
- Мері К'єффо — Л'Релл
- Джеймс Фрейн — Сарек
- Емілі Коуттс — Кейла Делмер
- Рейвен Дауда — доктор Поллард
- Патрик Квок-Чун — Ріс
- Сара Мітіч — Ейріам
- Мелані Ніколс-Кінг — адміралка Дрейк
- Ойін Оладейо — Джоан Овосекун
- Ронні Роу — Брюс